# Paderborner Institut für islamische Theologie
Koordinaten: 51° 42′ 27,1″ N, 8° 46′ 20,7″ O
Das Paderborner Institut für islamische Theologie (PIIT) an der Universität Paderborn ist eine wissenschaftliche Einrichtung, die sich der Erforschung und Lehre der islamischen Theologie widmet. Die Leitung des PIITs stellt sich aus Idris Nassery und Muna Tatari als stellvertretende Leitung zusammen.

## Hintergrund
Das Paderborner Institut für Islamische Theologie (PIIT) wurde offiziell im Jahr 2019 gegründet, als das Bundesministerium für Bildung und Forschung (BMBF) eine Förderung in Höhe von 2,3 Millionen Euro bereitstellte. Diese Förderung war ein bedeutender Schritt zur Einrichtung von Lehramtsstudiengängen für Islamische Religionslehre und zur Etablierung des Instituts an der Fakultät für Kulturwissenschaften der Universität Paderborn. Die Präsidentin der Universität, Birgitt Riegraf, betonte die Bedeutung dieser Entwicklung für die Förderung der komparativen Theologie und die interdisziplinäre Zusammenarbeit innerhalb der Fakultät.
Das Institut baut auf der langjährigen interdisziplinären Arbeit des Zentrums für Komparative Theologie und Kulturwissenschaften (ZeKK) auf, welches seit 2010 aktiv ist. Ebenfalls lässt sich als Vorreiter das Seminar für islamische Studien nennen, welches im Jahre 2019 nach langjähriger Präsenz an der Universität Paderborn den Übergang zum PIIT wagte. Die Islamische Theologie in Paderborn ist besonders durch ihre Zusammenarbeit mit evangelischen, katholischen und jüdischen Theologien sowie durch die Einbindung in die philosophischen und kulturwissenschaftlichen Traditionen Europas gekennzeichnet.
Ein zentrales Ziel des PIIT ist es, ein spezifisch europäisches Profil muslimischer Gelehrsamkeit zu entwickeln, das die normativen textlichen Grundlagen der muslimischen Traditionen in einem historischen und philologischen Kontext erforscht. Dies umfasst die Interpretation des Korans als einen wesentlichen Bestandteil der europäischen Spätantike und die konstruktive Auseinandersetzung mit europäischen philosophischen und kulturwissenschaftlichen Traditionen.

## Lehrstühle
Das Paderborner Institut für Islamische Theologie (PIIT) an der Universität Paderborn umfasst vier zentrale Fachbereiche.
Der erste Fachbereich, die Islamische Normlehre, wird von Idris Nassery geleitet und konzentriert sich auf die islamischen Rechtswissenschaften und die normativen Aspekte der islamischen Theologie.
Der zweite Fachbereich ist die Islamische Systematische Theologie, geleitet von Muna Tatari. Dieser Bereich beschäftigt sich mit den systematischen und dogmatischen Fragen des Islam und der Entwicklung einer kohärenten theologischen Systematik.
Der dritte Fachbereich, Koranexegese und Hadithwissenschaften, steht unter der Leitung von Zishan Ghaffar. Hier liegt der Fokus auf der wissenschaftlichen Interpretation des Korans und der Untersuchung der Hadith, der Überlieferungen des Propheten Muhammad.
Der vierte Fachbereich, Islamische Religionspädagogik, wird von Naciye Kamcili-Yildiz geleitet. Dieser Bereich widmet sich der Fachdidaktik und den pädagogischen Ansätzen zur Vermittlung islamischer Religionslehre.
Gemeinsam decken diese Fachbereiche ein breites Spektrum der islamischen Theologie ab und sollen zur umfassenden wissenschaftlichen Erforschung und Lehre der islamischen Traditionen beitragen.

## Studienangebot
Das Institut bietet Bachelor- und Masterstudiengänge zur islamischen Theologie an. Diese Studiengänge kombinieren theoretisches Wissen mit praxisorientierten Inhalten und bereiten die Studierenden auf vielfältige berufliche Tätigkeiten vor, etwa in der Seelsorge, im Bildungswesen oder in der wissenschaftlichen Forschung.

## Veranstaltungen
Das PIIT organisiert und nimmt an zahlreichen Veranstaltungen teil, um die Zusammenarbeit mit anderen theologischen und religionswissenschaftlichen Einrichtungen zu stärken. Dies fördert den Austausch zwischen verschiedenen wissenschaftlichen Disziplinen und Kulturen. Darüber hinaus engagiert sich das Institut in gesellschaftlichen Debatten und trägt zu aktuellen Themen rund um den Islam und die muslimische Gemeinschaft bei. Es unterstützt den Dialog zwischen Muslimen und Nicht-Muslimen und setzt sich aktiv für ein friedliches Zusammenleben und gegenseitiges Verständnis ein.